# Bradbury Island
Bradbury Island är en ö i Kanada.   Den ligger i territoriet Nunavut, i den östra delen av landet, 1 200 km norr om huvudstaden Ottawa. Arean är 1,3 kvadratkilometer.
Terrängen på Bradbury Island är mycket platt. Öns högsta punkt är 28 meter över havet. Den sträcker sig 4,6 kilometer i nord-sydlig riktning, och 2,0 kilometer i öst-västlig riktning.
Trakten runt Bradbury Island består i huvudsak av gräsmarker. Trakten runt Bradbury Island är nära nog obefolkad, med mindre än två invånare per kvadratkilometer.